# حفل توزيع جوائز الإيمي برايم تايم التاسع والستون
حفل توزيع جوائز الإيمي برايم تايم السنوي التاسع والستون هو حفل كرم فيه أفضل البرامج التلفزيونية في الولايات المتحدة ابتداء من 1 يونيو 2016 حتى 31 مايو 2017، عقد الاحتفال يوم الأحد 17 سبتمبر 2017 في مسرح مايكروسوفت في وسط لوس آنجليس، كاليفورنيا، وتم بثه في الولايات المتحدة من قبل سي بي إس ودبي وان وشبكة أوربت شوتايم وإم بي سي 4 في الشرق الأوسط وشمال أفريقيا، واستضاف الحفل ستيفن كولبير. تم الإعلان عن الترشيحات من قبل آنا شلومسكي وشيمار مور في 13 يوليو 2017 

## الفائزون والمرشحون
يتم سرد الفائزون أولا وإبرازها بخط غامق

### البرامج التلفزيونية
| أفضل مسلسل كوميدي | أفضل مسلسل درامي |
| --- | --- |
| - نائبة الرئيس (إتش بي أو) - أتلانتا (إف إكس) - بلاك-يش (هيئة الإذاعة الأمريكية) - سيد اللاشيء (نتفليكس) - مودرن فاميلي (هيئة الإذاعة الأمريكية ) - وادي السيليكون (إتش بي أو) - كيمي شميت القوية (نتفليكس)                                                         | - حكاية أمة (هولو) - من الأفضل الاتصال بسول (إيه إم سي) - التاج (نتفليكس) - بيت من ورق (نتفليكس) - أشياء غريبة (نتفليكس) - هؤلاء نحن (هيئة الإذاعة الوطنية) - وست وورلد (إتش بي أو)                       |
| أفضل مجموعة مسلسلات حوارية | أفضل مجموعة مسلسلات مشاهد قصيرة |
| - الإسبوع الماضي هذا المساء مع جون أوليفر (إتش بي أو) - عرض أمامي كامل مع سامانثا بي (TBS) - جيمي كيميل لايف! (ايه بي سي) - العرض المتأخر في وقت متأخر مع جيمس كوردن (سي بي إس) - العرض المتأخر مع ستيفن كولبيرت (سي بي إس) - الوقت الحقيقي مع بيل ماهر (إتش بي أو) | - ساترداي نايت لايف (إن بي سي) - بيلي في الشارع (ترو تي في) - وثائقي الآن! (قناة الأفلام المستقلة) - التاريخ الثمل (كوميدي سنترال) - بورتلانديا (قناة الأفلام المستقلة) - برنامج تراسي أولمان (إتش بي أو) |
| أفضل مسلسل قصير | أفضل فيلم تلفزيوني |
| - أكاذيب كبيرة صغيرة (إتش بي أو) - فارغو (إف إكس) - عداء: بيت وجوان (إف إكس) - العبقري (قناة ناشونال جيوغرافيك) - في ليلة (إتش بي أو) | - المرآة السوداء (نيتفليكس) - دوللي بارتون عيد الميلاد: دائرة الحب (إن بي سي) - الحياة الخالدة لهنريتا لاكس (إتش بي أو) - شيرلوك: المحقق الكذاب" (بي إس بي) - ساحر الأكاذيب (إتش بي أو)                   |
| أفضل برنامج مسابقات واقعي | |
| - الصوت (NBC) - السباق المذهل (CBS) - النينجا الأمريكي المحارب (NBC) - بروجيكت رانواي (Lifetime) - روباول في سباق الدراق كوين (VH1) - توب شيف (Bravo) | |

### التمثيل

#### أفضل دور رئيسي
| أفضل ممثل في مسلسل كوميدي | أفضل ممثلة في مسلسل كوميدي |
| --- | --- |

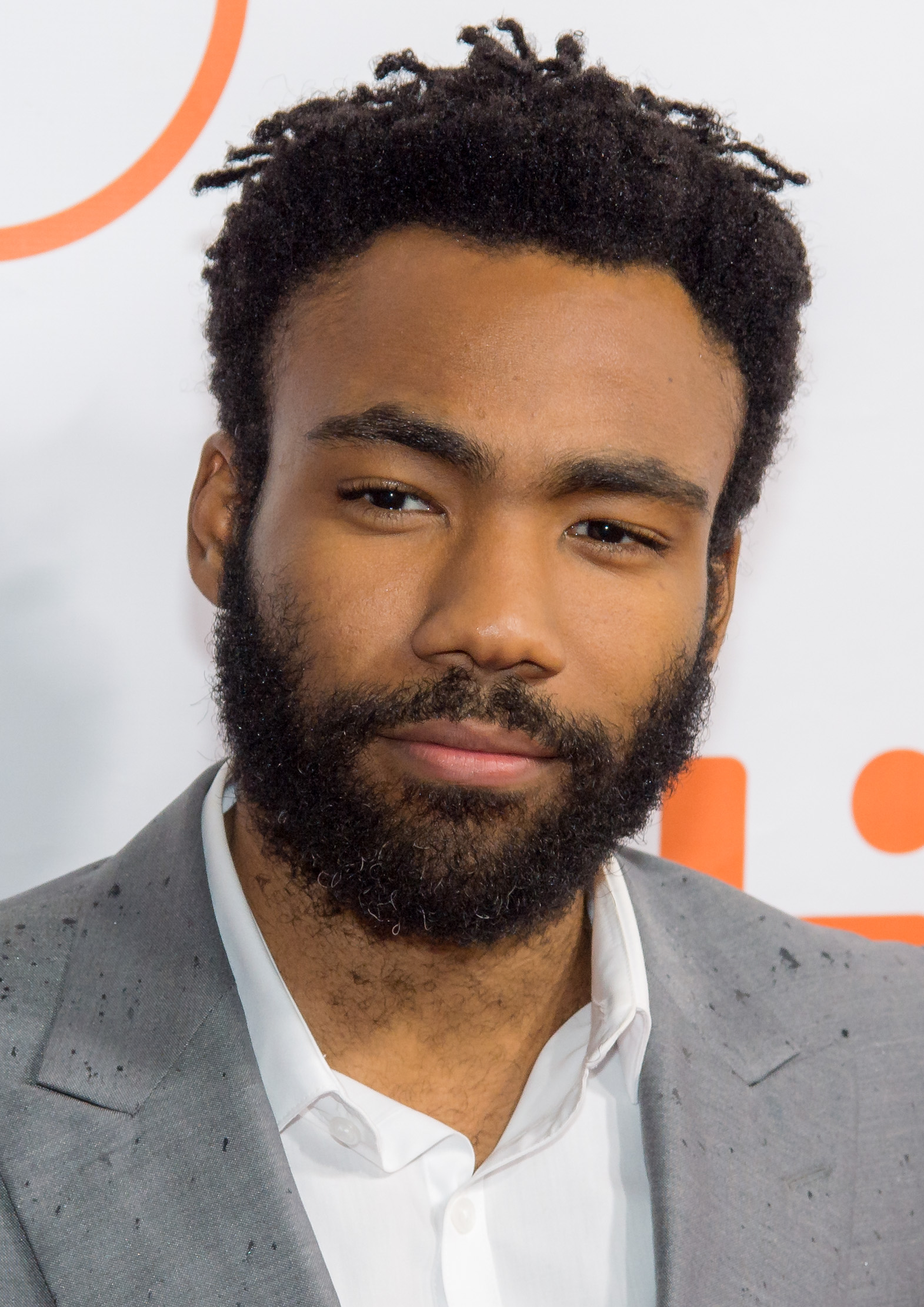
دونالد غلوفر أصبح أول أمريكي أفريقي يفوز بجائزة الإيمي بدور رئيسي في فئة الكوميديا.

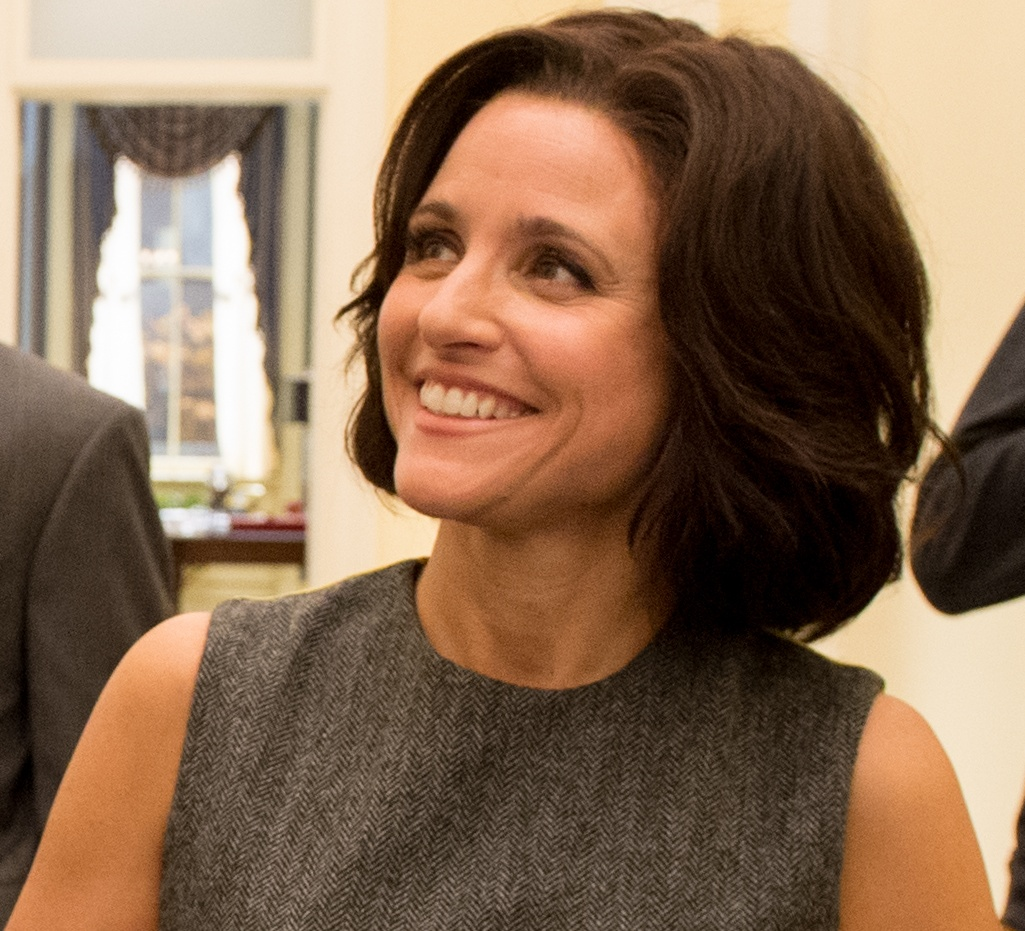
حققت جوليا لوي دريفوس رقم قياسي جديد بعد فوزها بجائزة الإيمي في فئة الكوميديا ست مرات متتالية.

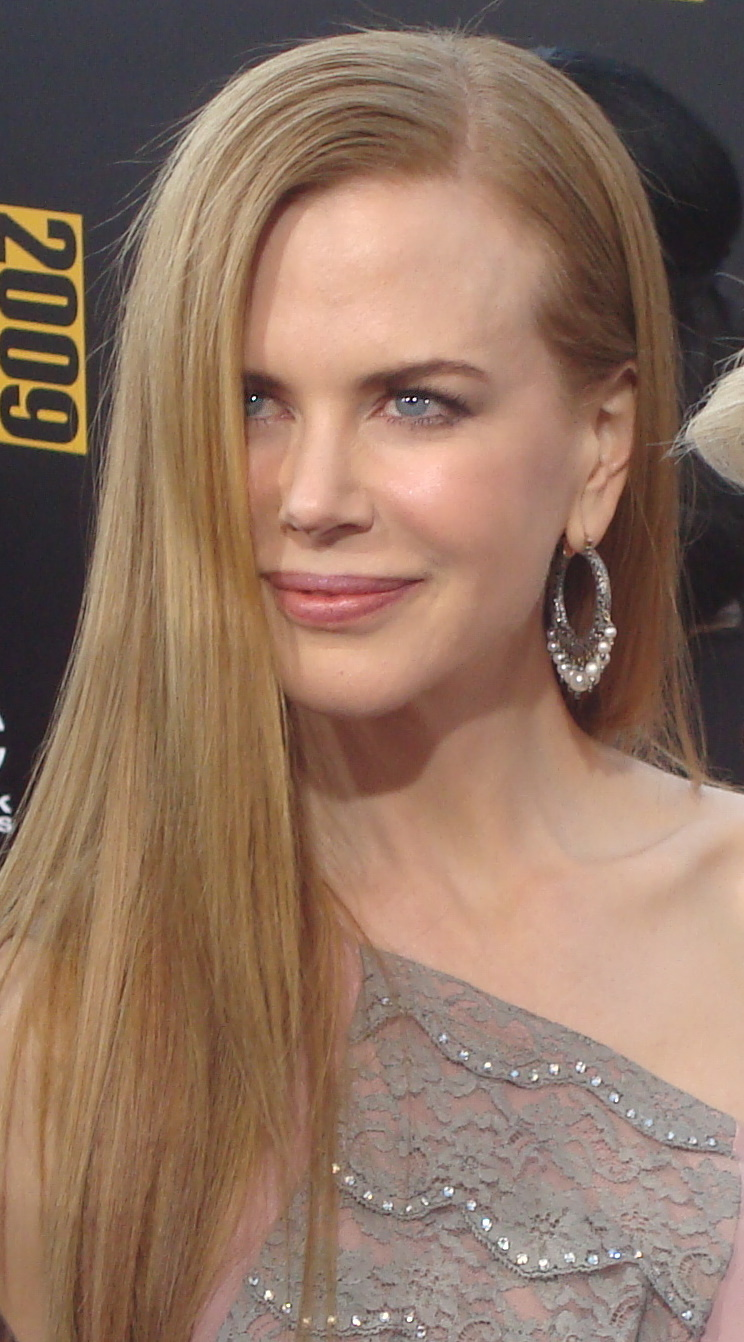
فازت نيكول كيدمان في فئة أفضل ممثلة بدور رئيسي في مسلسل قصير للمرة الأولى في مسيرتها

| - دونالد غلوفر عن مسلسل أتلاتنا - أنتوني أندرسن عن مسلسل بلاك-يش - عزيز أنصاري عن مسلسل سيد اللاشيء - زاك غاليفياناكيس عن مسلسل باسكيتس - ويليام ميسي عن مسلسل شيملس - جيفري تامبور عن مسلسل شفاف                                                                  | - جوليا لوي دريفوس عن مسلسل نائبة الرئيس - باميلا أدلون عن مسلسل أشياء أفضل - جين فوندا عن مسلسل غرايس وفرانكي - أليسون جاني عن مسلسل أم - إيلي كيمبر عن مسلسل كيمي شميت القوية - تريسي إليس روس عن مسلسل بلاك-يش - ليلي توملن عن مسلسل غرايس وفرانكي |
| أفضل ممثل في مسلسل درامي | أفضل ممثلة في مسلسل درامي |
| - ستيرلينغ ك. براون عن مسلسل هؤلاء نحن - أنتوني هوبكينز عن مسلسل وست وورلد - بوب أودينكيرك عن مسلسل من الأفضل الاتصال بسول - ماثيو ريس عن مسلسل الأمريكيون - ييف شرايبر عن مسلسل راي دونوفان - كيفين سبيسي عن مسلسل بيت من ورق - ميلو فينتميليا عن مسلسل هؤلاء نحن | - إليزابيث موس عن مسلسل حكاية أمة - فيولا ديفيس عن مسلسل كيف تفلت بجريمة قتل - كلير فوي عن مسلسل التاج - كيري رسل عن مسلسل الأمريكيون - إيفان رايتشل وود عن مسلسل وست وورلد - روبين رايت عن مسلسل بيت من ورق                                          |
| أفضل ممثل في سلسلة محدودة أو فيلم تلفزيوني | أفضل ممثلة في سلسلة محدودة أو فيلم تلفزيوني |
| - ريز أحمد عن مسلسل في ليلة - جون تورتورو عن مسلسل في ليلة - بيندكت كامبرباتش عن مسلسل شرلوك - روبرت دي نيرو عن مسلسل ساحر الأكاذيب - إيوان مكريغور عن مسلسل فارغو - جيوفري راش عن مسلسل العبقري                                                                   | - نيكول كيدمان عن مسلسل أكاذيب كبيرة صغيرة - كاري كون عن مسلسل فارغو - فيليستي هوفمان عن مسلسل جريمة أمريكية - ريس ويذرسبون عن مسلسل أحاديث كبيرة صغيرة - جيسكا لانغ عن مسلسل عداء - سوزان سارندسون عن عداء                                           |

#### أفضل دور مساند
| أفضل ممثل مساند في مسلسل كوميدي | أفضل ممثلة مساندة في مسلسل كوميدي |
| --- | --- |

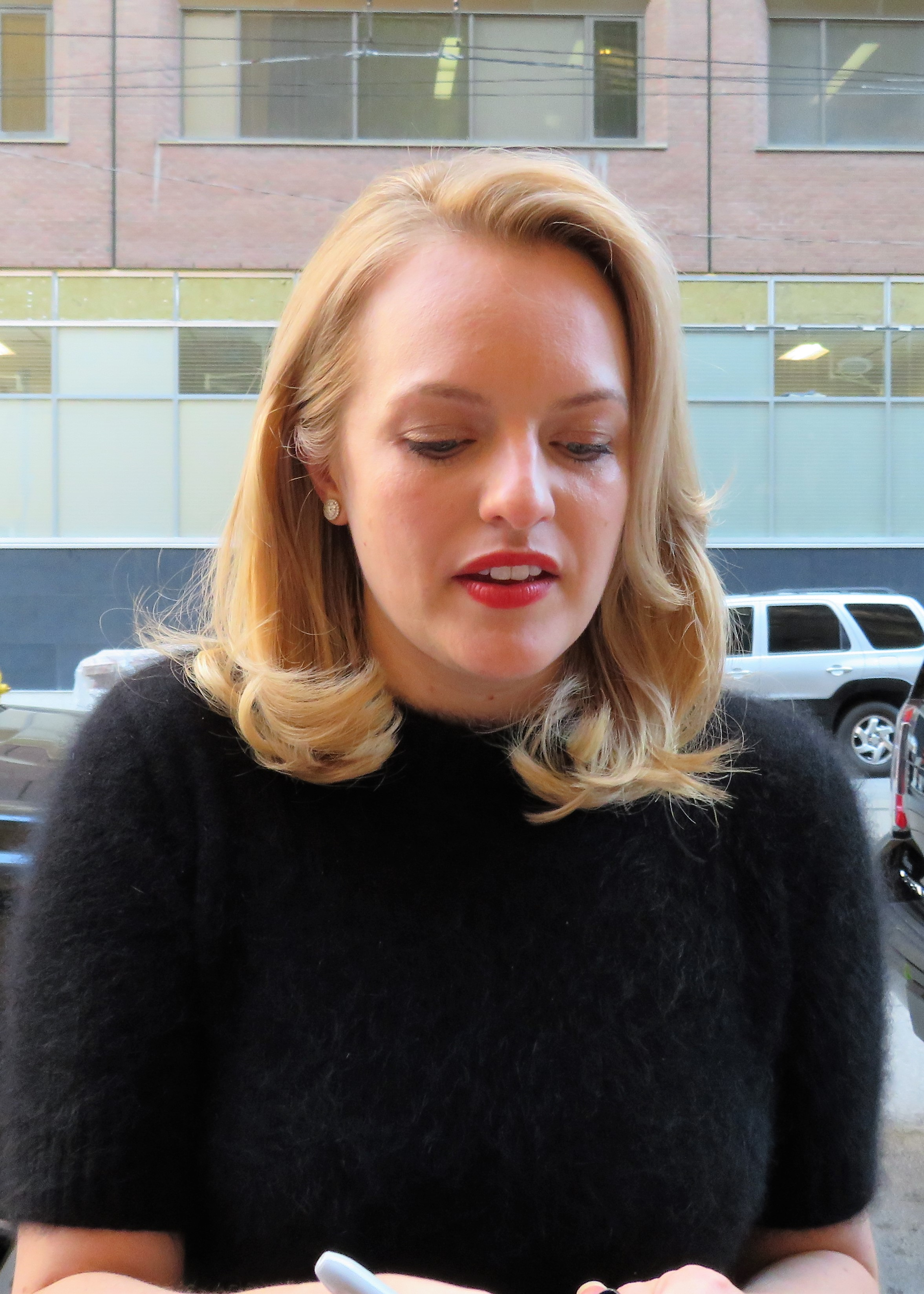
فازت إليزابيث موس في فئة أفضل ممثلة في مسلسل درامي.

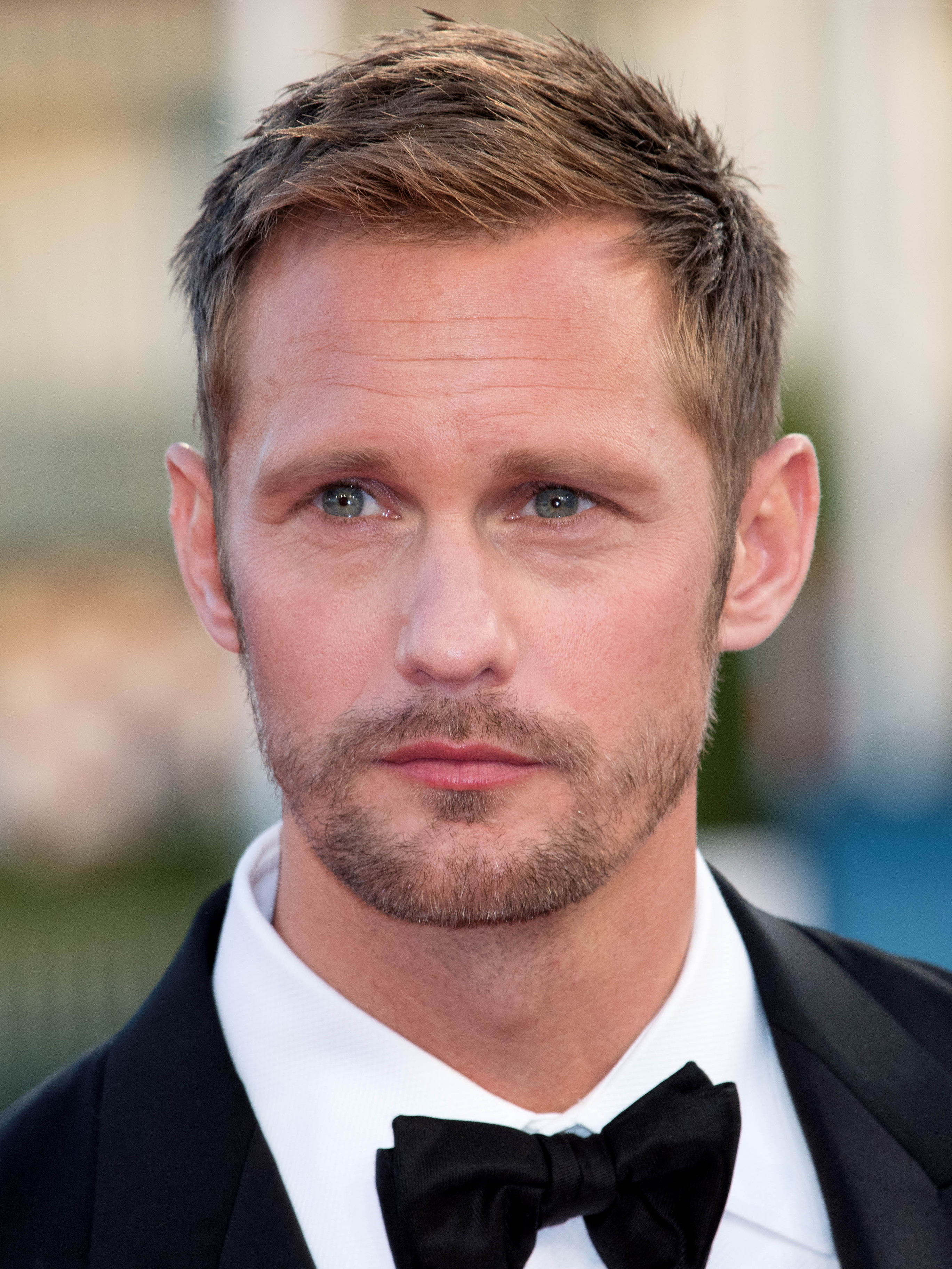
الكسندر سكارسجارد فاز للمرة الأولى في مسيرته.

| - أليك بالدوين بدور دونالد ترامب على ساترداي نايت لايف (NBC) - لوي أندرسون عن مسلسل باسكيتس (حلقة: "دينفر") (FX) - تيتوس بورغس بدور تيتوس أندروميدون على كيمي شميت القوية (حلقة: روميت كيمي) (Netflix) - تاي باريل بدور فيل دنفي على العائلة الحديثة (حلقة: "خذها") (ABC) - توني هايل عن مسلسل فيب (حلقة: "قاضي") (HBO) - مات والش بدور مايك ماكلينتوك على فيب (حلقة: "القائمة") (HBO) | - كيت مكينون عن مسلسل ساترداي نايت لايف (NBC) - فانيسا باير عن مسلسل ساترداي نايت لايف (NBC) - آنا كلمسكي عن مسلسل فيب (HBO) - كاثرين هان عن مسلسل شفاف (Amazon) - ليزلي جونز عن مسلسل ساترداي نايت لايف (NBC) - جوديث لايت عن مسلسل شفاف (Amazon) |
| أفضل ممثل مساند في مسلسل درامي | أفضل ممثلة مساندة في مسلسل درامي |
| - جون ليثغو بدور ونستون تشرشل على التاج (Netflix) - جوناثان بانكس _ من الأفضل الاتصال بسول (AMC) - ديفيد هاربر _ أشياء غريبة (Netflix) - رون سيفاس جونز _ هؤلاء نحن (NBC) - ميخائيل كيلي _ بيت من ورق (Netflix) - ماندي باتينكين _ هوملاند (Showtime) - جيفري رايت _ وست وورلد (HBO)                                                                                                   | - ان دود _ حكاية خادمة (Hulu) - اوزو ادوبا عن مسلسل البرتقالي هو الاسود الجديد (Netflix) - ميلي بوبي براون عن مسلسل أشياء غريبة (Netflix) - كريسي ميتز _ هؤلاء نحن (NBC) - ثاندى نيوتن _ وست وورلد (HBO) - سميرة وايلي عن مسلسل حكاية أمة (Hulu)   |
| أفضل ممثل مساند في سلسلة محدودة أو فيلم تلفزيوني | أفضل ممثلة مساندة في سلسلة محدودة أو فيلم تلفزيوني |
| - الكسندر سكارسغارد _ أكاذيب كبيرة صغيرة (HBO) - بيل كامب _ في ليلة (HBO) - ألفريد مولينا _ عداء: بيت وجوان (FX) - ديفيد ثيوليس _ فارغو (FX) - ستانلي توتشي _ عداء: بيت وجوان (FX) - مايكل ك. وليامز _ في ليلة (HBO) | - لورا ديرن _ أكاذيب كبيرة صغيرة (HBO) - جودي ديفيس _ عداء: بيت وجوان (FX) - جاكي هوفمان _ عداء: بيت وجوان (FX) - ريجينا كينج _ جريمة أمريكية (ABC) - ميشيل فايفر _ ساحر الأكاذيب (HBO) - شايلين وودلي أكاذيب كبيرة صغيرة (HBO)                    |

### الإخراج
| أفضل إخراج لمسلسل كوميدي | أفضل إخراج لمسلسل درامي |
| --- | --- |
| - أتلانتا إخراج دونالد غلوفر (FX) - وادي السيلكون إخراج جيمي هابيت (HBO) - وادي السيلكون إخراج مايك جادج (HBO) - فيب إخراج مورغان ساكيت (HBO) - فيب إخراج ديفيد ماندل (HBO) - فيب إخراج ديل ستيرن (HBO)                                                      | - حكاية خادمة إخراج ريد مورنو (Hulu) - من الأفضل الاتصال بسول إخراج فينس غيليغان (AMC) - التاج إخراج ستيفن دالدري (Netflix) - حكاية خادمة إخراج كايت دينيس (Hulu) - هوملاند إخراج ليسلي لينكا غلاتير (Showtime) - أشياء غريبة إخراج الأخوان دوفر (Netflix) - وست وورلد إخراج جوناثان نولان (HBO) |
| أفضل إخراج لمجموعة خاصة | أفضل إخراج لسلسة محدودة أو فيلم تلفزيوني |
| - ساترداي نايت لايف إخراج دون كينج (NBC) - التاريخ الثمل إخراج جيرمي كونر (Comedy Central) - جيمي كيميل لايف! إخراج اندي فيشر (ABC) - الإسبوع الماضي هذا المساء مع جون أوليفر إخراج بول بين (HBO) - العرض المتأخر مع ستيفن كولبيرت إخراج جيم هوسكينسون (CBS) | - أكاذيب كبيرة صغيرة إخراج جين-مارك فالي (HBO) - فارغو إخراج نواه هولي (FX) - عداء: بيت وجوان إخراج رايان مورفي (FX) - العبقري إخراج رون هاوارد (Nat Geo) - في ليلة إخراج جيمس مارش (HBO) - في ليلة إخراج ستيف زيليان (HBO)                                                                      |

### الكتابة
| أفضل كتابة لمسلسل كوميدي | أفضل كتابة لمسلسل درامي |
| --- | --- |
| - سيد اللاشيء كتابة عزيز أنصاري ولينا وايث (Netflix) - أتلانتنا كتابة دونالد غلوفر (FX) - أتلانتا كتابة ستيفن غلوفر (FX) - وادي السيليكون كتابة أليك بيرغ (HBO) - فيب كتابة بيلي كيمبل (HBO) - فيب كتابة ديفيد ميندل (HBO) | - حكاية خادمة كتابة بروس ميلر (Hulu) - الأمريكيون كتابة Joel Fields and Joe Weisberg (FX) - من الأفضل الاتصال بسول كتابة غوردون سميث (AMC) - التاج كتابة بيتر مورغان (Netflix) - أشياء غريبة كتابة الأخوين دوفر (Netflix) - وست وورلد كتابة ليزا جوي وجوناثان نولان (HBO) |
| أفضل كتابة لمجموعة خاصة | أفضل كتابة لسلسة محدودة أو فيلم تلفزيوني |
| - الإسبوع الماضي هذا المساء مع جون أوليفر (HBO) - عرض أمامي كامل مع سامانثا بي (TBS) - اخر الليل مع سيث مايرز (NBC) - العرض المتأخر مع ستيفن كولبير (CBS) - ساترداي نايت لايف (NBC)                                        | - المرآة السوداء كتابة تشارلي بروكر (Netflix) - أكاذيب كبيرة صغيرة، كتابة ديفيد كيلي (HBO) - فارغو كتابة نواه هولي (FX) - عِداء: بيت وجوان كتابة رايان مورفي (FX) - عداء: بيت وجوان كتابة ميشيل زام وجافي كوهين (FX) - في ليلة كتابة ريتشارد برايس وستيفن زيليان (HBO)     |

## روابط خارجية
- حفل توزيع جوائز الإيمي برايم تايم التاسع والستون على موقع IMDb (الإنجليزية)